# Université de Loma Linda
L'université de Loma Linda est une université de l'Église adventiste du septième jour, située à Loma Linda en Californie aux États-Unis. C'est l'université la plus importante dans le monde du système d'éducation adventiste en ce qui concerne les études médicales.
L'université de Loma Linda offre essentiellement des formations dans les métiers de la médecine et la santé. Elle se présente ainsi : « Loma Linda intègre de manière unique la santé, la science et la foi chrétienne… cherchant à poursuivre l'enseignement et le ministère de guérison du Christ ». 
Sur le campus, une sculpture (célèbre parmi les adventistes) représentant un bon samaritain moderne résume sa philosophie : venir en aide à l'humanité souffrante. Chaque année, de nombreux professeurs et étudiants participent à des opérations de soins médicaux à travers le monde, le plus souvent dans les pays en voie de développement.
L'université de Loma Linda est ouverte aux étudiants de tous pays, religions et convictions. Ses services internationaux collaborent avec plusieurs écoles de médecine, une soixantaine d'écoles d'infirmières, et de nombreux hôpitaux, dispensaires et cliniques du système médical adventiste à travers le monde, contribuant à établir de nouvelles institutions médicales et à les approvisionner en matériel et personnel.

## Historique

### Loma Linda College
En 1902, Ellen White encouragea les dirigeants de l'Église adventiste du septième jour à établir plusieurs sanitariums (des centres hospitaliers où « l'on apprend à être en bonne santé », à ne pas confondre avec sanatoriums) dans le sud de la Californie. Avec le concours de ses associés et d'Ellen White, John Burden, un pasteur, administrateur et missionnaire adventiste, fonda alors les sanitariums de Paradise Valley en 1904 et de Glendale en 1905, près de Los Angeles. Mais Ellen White n'était toujours pas satisfaite. Elle rapporta avoir vu en vision, plusieurs années auparavant, une propriété qui pourrait accueillir un sanitarium et un grand centre universitaire. Dans ses souvenirs, Paradise Valley et Glendale ne correspondaient pas aux détails qu'elle avait vus.
En raison de l’insistance d'Ellen White, John Burden s'intéressa à l'acquisition d'une propriété dans la région de Riverside - San Bernardino et des alentours de la ville de Redlands. Il découvrit un hôtel d'architecture victorienne au sommet d'une petite colline dans la vallée de San Bernardino. Ses propriétaires, un groupe de médecins et d'hommes d'affaires de Los Angeles, avaient investi 150 000 dollars dans qu'ils appelaient Loma Linda (en espagnol, " la belle colline ") en le reconvertissant en une station thermale. Mais n'ayant fait aucun profit, ils décidèrent de le vendre au plus vite. En 1905, ils demandaient 40 000 dollars pour la propriété alors qu'un an plus tôt, ils réclamaient 110 000 dollars. Même à ce prix-là, la Fédération adventiste de la Californie n'avait pas les moyens de l'acheter. 
Ellen White encouragea John Burden à faire l'acquisition : « Obtenez l'accord d'achat par tous les moyens… C'est la propriété qu'il nous faut acquérir. Ne traînez pas, car c'est exactement ce qu'il nous faut ». Par une série de circonstances inhabituelles, Burden parvint à réunir la somme d'un emprunt de 5 000 dollars pour le premier versement. À plusieurs reprises, l'argent fut trouvé juste à temps pour les autres versements. 
Dr Julia White, du sanitarium de Battle Creek dirigé par John Harvey Kellogg, arriva à Loma Linda avec plusieurs infirmières qualifiées. Dr George Abbott, un diplômé de l'American Medical Missionary College, et elle, furent les deux premiers médecins-enseignants du sanitarium de Loma Linda et de Loma Linda College (of Medical Evangelists). À son démarrage en novembre 1905, le sanitarium de Loma Linda disposa d'un personnel de trente-cinq personnes. L'année suivante, Loma Linda College passa à une équipe de 18 professeurs, enseignant des cours classiques comme les mathématiques, l'histoire, la grammaire et les langues étrangères, et des cours scientifiques comme la chimie, l'anatomie, la physiologie, la gynécologie, l'hydrothérapie et l'infirmerie. L'enseignement pratique ne fut pas oublié : le jardinage, les mécaniques électriques, la charpenterie, la cuisine, le piano, l'orgue, la comptabilité et la couture. Les cours religieux firent aussi partie du programme avec l'étude de la Bible et l'activité du colportage.

### Université de Loma Linda
En 1925, Loma Linda College fut renommé College of Medical Evangelists, puis devint en 1961 l'université de Loma Linda. En 1967, l'université inaugura le centre médical universitaire de Loma Linda et intégra La Sierra College, un campus adventiste fondé en 1922, situé à Riverside, le chef-lieu du comté de Riverside. Proche de la ville de Moreno Valley, Riverside se trouve à 97 km de Los Angeles.  
Depuis 1990, le campus de Loma Linda se concentre presque uniquement sur l'enseignement des professions médicales et paramédicales, date à laquelle on effectua la séparation d'avec le campus de Riverside. Celui-ci devint l'université de La Sierra, étant ce qu'on appelle aux États-Unis une « école des arts et des sciences » avec des départements en sciences humaines et physiques, commerce, différentes formes d'art, religion, ou langues, entre autres.
En 2009, l'université de Loma Linda a inauguré le centennial complex, comprenant une technologie avancée qui la connecte à divers endroits à travers le monde avec de nouveaux laboratoires de simulation. Ce complexe de 10 000 m² apportera une augmentation de 25 % du nombre d'étudiants (passant de 4 000 à 5 000 étudiants).

## Campus
L'université de Loma Linda est située dans la petite ville de Loma Linda dans le comté de San Bernardino en Californie. La ville de Loma Linda est à 10 km de celle de San Bernardino, le chef-lieu du comté, et à 17 km de Riverside où se trouve l'université de La Sierra. Elle est dans la vallée de San Bernardino, entre les montagnes de San Gabriel et de San Bernardino au nord, de San Jacinto à l'est, et de Santa Ana au sud-ouest. Le désert, les plages, la montagne, les pistes de ski et les parcs naturels y sont à une courte distance. 
Située en milieu suburbain, la partie centrale du campus comprend plus de 50 bâtiments. Les bâtiments les plus imposants sont le centre médical universitaire et l'église de l'université, la plus grande congrégation adventiste dans le monde avec 7000 membres.
Suivant les huit principes de la santé enseignés par les adventistes du septième jour, l'espérance moyenne de vie des habitants de Loma Linda est l'une des plus élevées dans le monde. Bob Christman, le maire de Loma Linda, a déclaré : « La ville n'existerait même pas si l'université et le centre médical n'étaient pas ici. Ils ont un impact significatif et bénéfique sur la ville. À mon opinion, ils ont en fait un impact significatif et bénéfique sur tout l'Inland Empire ».  

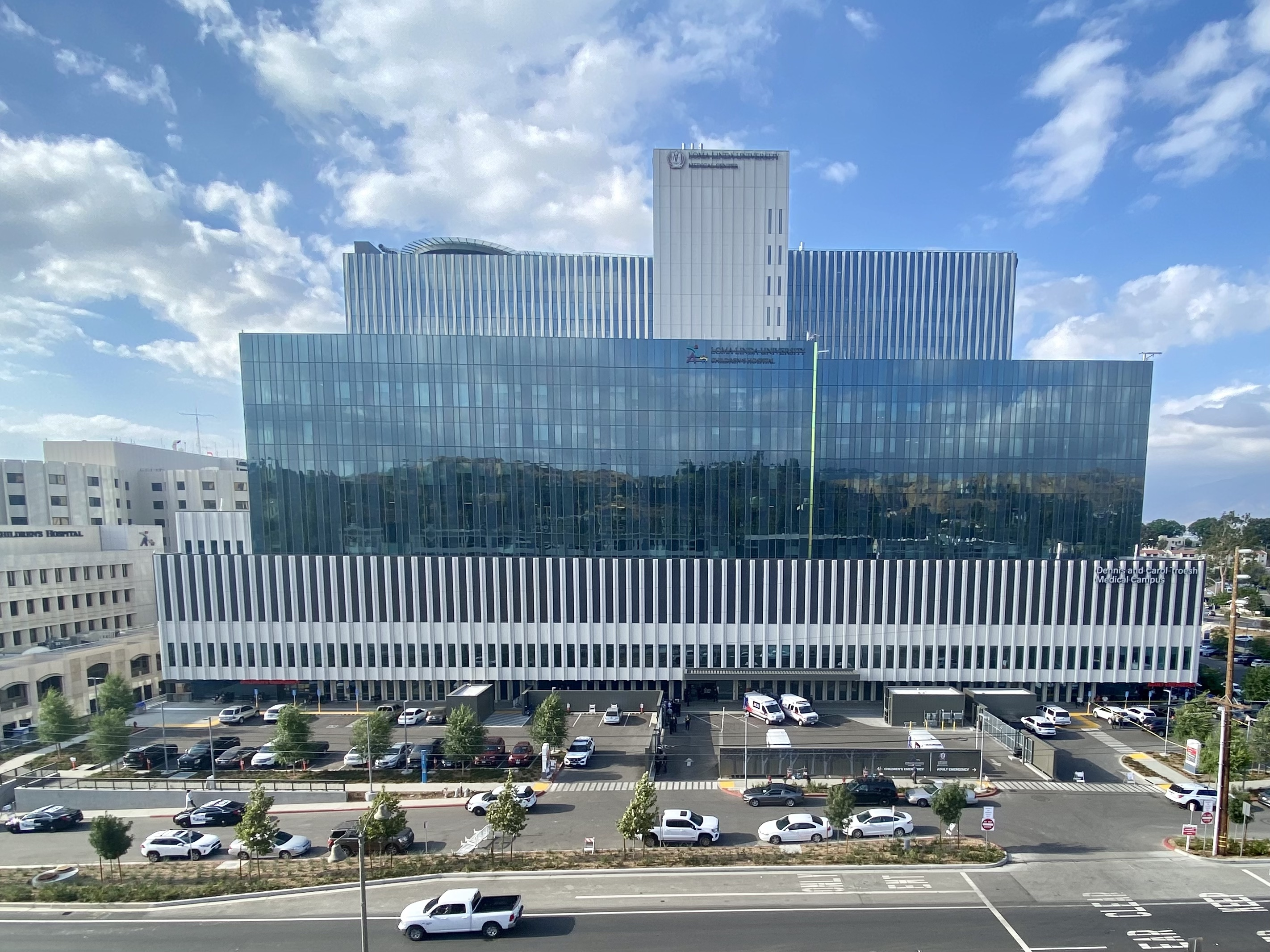
Centre médical universitaire de Loma Linda

 Position des campus de Loma Linda et de La Sierra (Riverside) 

## Facultés
L'université de Loma Linda comprend huit facultés, offrant plus de 100 programmes de la licence au doctorat : professions paramédicales, dentisterie, médecine, infirmiers, pharmacie, santé publique, religion, science et technologie.      

### École des professions paramédicales
Cette faculté offre une variété de programmes dans les sciences cardiopulmonaires, les laboratoires d'analyses médicales, l'orthophonie, la gestion de l'information sanitaire, la nutrition et la diététique, l'ergothérapie, la physiothérapie, la technologie de la radiologie, le maintien artificiel des fonctions vitales, et la réadaptation des patients. 

### École de dentisterie
Cette faculté offre des programmes de dentisterie en hygiène dentaire, anesthésie, endodontie, chirurgie buccale et maxillo-faciale, prothèse dentaire, orthodontie, parodontie, dentisterie pédiatrique, et implants dentaires. De plus, par un programme international, la faculté forme des dentistes formés dans d'autres pays pour l'obtention d'un DDS, un doctorat en dentisterie.        
Dès sa création en 1953, la faculté de dentisterie a établi un service d'aide aux populations nécessiteuses. En 1955, Dr Audrey Nicola et Howard Marin avec deux étudiants volontaires se rendirent à Monument Valley et soignèrent gratuitement les tribus amérindiennes des Navajos et des Paiutes. En 1958, Dr Marin et James Crawford, un étudiant, organisèrent le premier voyage missionnaire de la faculté dans l'état du Chiapas au Mexique. Depuis lors, la faculté a effectué des millions de soins dentaires à travers le monde, principalement dans les pays en voie de développement. Elle a formé du personnel dans plus de 70 cliniques dentaires à travers le monde.      

### École de médecine
Cette faculté comprend vingt-huit départements, soit :
- Quatre départements de science : biochimie, microbiologie, pharmacologie et physiologie.
- Vingt départements cliniques : anesthésiologie, chirurgie thoracique et cardiovasculaire, médecine d'urgence, dermatologie, médecine familiale, chirurgie générale et traumatologie, gynécologie et obstétrique, médecine, neurologie, neurochirurgie, ophtalmologie, chirurgie orthopédique, Oto-rhino-laryngologie et chirurgie du cou et de la tête, pédiatrie, exercice physique et réadaptation, chirurgie plastique, psychiatrie, radiologie, urologie.
- Quatre départements intermédiaires : pathologie, anatomie humaine, santé publique et médecine préventive.

### École d'infirmiers
Cette faculté, la plus ancienne de l'université de Loma Linda, fut établie en 1905. Elle offre une variété de programmes pour différents types d'infirmiers : pédiatrique, néonatal, adultes, famille, administration, anesthésie. Elle établit des échanges et apporte son expertise à une soixantaine d'écoles d'infirmiers adventistes dans le monde.  

### École de pharmacie
Cette faculté est accréditée par l'Accreditation Council for Pharmacy Education (la seule agence d'accréditation dans ce domaine reconnue par le département de l'éducation américain) pour offrir le doctorat professionnel en pharmacie. 

### École de santé publique

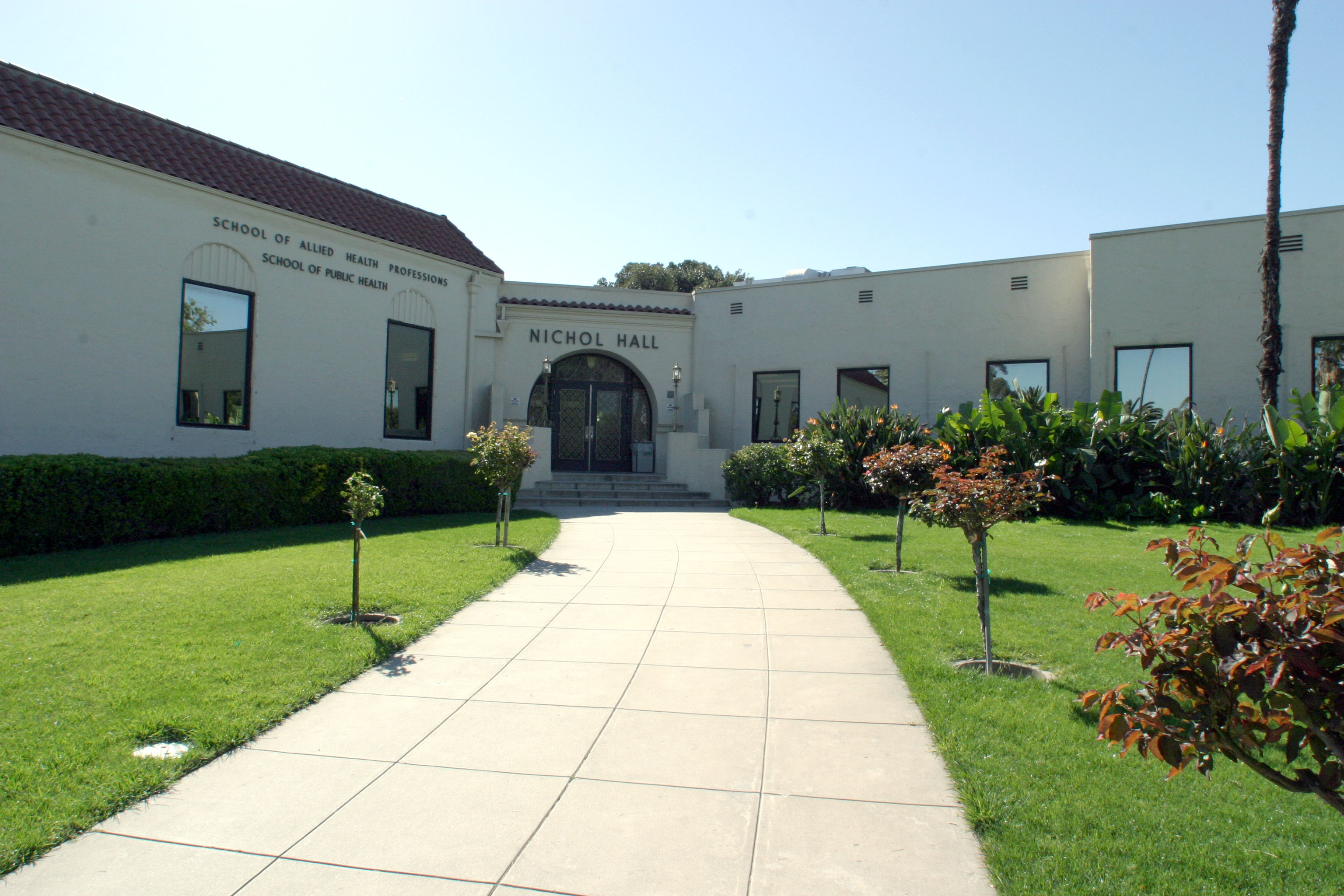
L'école de santé publique de l'université de Loma Linda

L'école de santé publique comprend six départements : épidémiologie et biostatistique, médecine du travail et santé de l'environnement, santé globale, sécurité et règlements sanitaires, éducation et promotion de la santé, nutrition, et cours par Internet. La faculté opère également six centres de recherches : 
- Adventist Health Studies --- centre de recherche sur la santé des adventistes.
- Center for Health Promotion --- centre de promotion de la santé.
- Center for Health Research --- centre de recherche de la santé.
- Center for Public Health Preparedness --- centre de préparation de la santé publique (incluant la capacité à intervenir en cas d'épidémies et de bio-terrorisme)[23].
- Health Research Consulting Group --- groupe de consultation de la recherche de la santé, comprenant des épidémiologistes, des statisticiens, des médecins, des nutritionistes, des éducateurs et administrateurs d'institutions sanitaires[24].
- Office of Public Health Practice and Workforce Development --- bureau du personnel de la santé publique et du développement.

### École de religion
L'université de Loma Linda est unique dans le sens qu'elle prend en considération l'être entier (physique, mental, social et spirituel), intégrant donc la foi à la pratique des professions de la santé. Les cours de religion sont incorporés au cursus dans le but de découvrir et de " poursuivre le ministère de guérison de Jésus-Christ ". L'école de religion offre des programmes qui combinent la connaissance biblique et du soutien spirituel aux patients à diverses qualifications : dentisterie, médecine, psychologie, infirmerie, thérapie familiale et de couples, et recherche et régulations sociales. Elle offre aussi trois programmes spécifiques : bioéthique, ministère clinique, religion et les sciences.       

### École de science et de technologie
Cette faculté comprend quatre départements : sciences de la famille et du counseling, sciences biologiques et de la terre, psychologie, assistance sociale et écologie sociale. De plus, l'apprentissage des étudiants s'effectue conjointement avec la clinique de thérapie familiale et conjugale de Loma Linda qui intègre une compréhension holistique des individus au niveau micro, "petit", (biologique et physiologique) et macro, " grand ", (familial, social et spirituel).

## Organisations à Loma Linda

### Services internationaux
- Adventist Health International --- " Santé adventiste international " est une organisation qui assiste actuellement 26 hôpitaux et 67 cliniques dans 21 pays par des projets de développement et de construction, l'acquisition d'équipements et de matériel, la logistique, la formation, l'envoi de personnel et le service volontaire[27].

- Global Health Institute --- " L'institut de santé globale " fournit des opportunités au personnel et aux étudiants de Loma Linda d'exercer leurs professions dans le monde entier ou de participer à des projets humanitaires dans des pays étrangers. " C'est dans ce but que Loma Linda fut créé ", déclara John Burden en 1907[28].

### Centres de recherche
- Geoscience Research Institute --- L'institut de recherche géoscience est le centre officiel de recherche scientifique de l'Église adventiste du septième jour. Il examine les évidences scientifiques sur les origines, publie des recherches et apporte des éclairages sur la relation entre la Bible et la science[29].

- Adventist Heritage Center --- Le " centre de l'héritage adventiste " est une filiale du White Estate possédant des reproductions des documents originaux d'Ellen White et de nombreuses archives historiques sur l'adventisme. Il est particulièrement prisé pour sa vaste collection de photographies archivées[30].

### Médias
- Loma Linda Broadcasting Network (LLBN) --- Le " réseau de télévision de Loma Linda " possède trois chaînes par satellite et Internet en anglais, arabe et chinois. LLBN fait la part belle aux émissions télévisées de l'université de Loma Linda, du centre médical universitaire et de l'université de La Sierra sur le mode de vie, la santé, l'exercice physique, la nutrition, la médecine et la science, et aux programmes religieux de l'église de l'université de Loma Linda. Il présente aussi les émissions les plus populaires des médias adventistes. Son slogan est : " partager l'amour du Christ "[31].

## Présidents
| Loma Linda College - 1905-1906 : John Burden - 1906-1907 : W.E. Howell - 1907-1910 : George Abbott - 1910-1914 : Wells Allen Ruble - 1914-1925 : Newton Evans | College of Missionary Evangelists - 1925-1929 : Newton Evans - 1929-1941 : P.T. Magan - 1941-1948 : Walter Macpherson - 1948-1954 : George Harding - 1954-1961 : G.T. Anderson | Université de Loma Linda - 1961-1967 : G.T. Anderson - 1967-1974 : D.J. Bieber - 1974-1984 : Norskov Olsen - 1984-1991 : Norman Woods - 1991-2008 : Lyn Behrens - 2008-présent : Richard Hart |

## Anciens étudiants
Quelques anciens étudiants de l'université de Loma Linda :
Médecine
- T.R.M. Howard : leader dans le mouvement des droits civiques, chirurgien en chef de l'hôpital Taborian dans l'état du Mississippi, président du National Médical Association aux États-Unis.
- Frank Jobe : chirurgien orthopédique mondialement renommé.
- Melvin Paul Judkins : pionnier en angiographie coronaire.
- Leo P. Krall : renommé mondialement dans la recherche sur le diabète, un des fondateurs du Joslin Diabetes Center, professeur à la Harvard Medical School, président du International Diabetes Federation.
- William J Sandborn : directeur du Inflammatory Bowel Disease Research, professeur au Mayo Clinic College of Medicine.
- Bernd W. Scheithauer : neuropathologue renommé mondialement, professeur au Mayo Clinic College of Medicine.
- Cynara Coomer, chirurgienne sud-africaine.

Santé publique
- David Williams : professeur à la Harvard University School of Public Health.
- Lars Houmann : président de Florida Hospital et du " Adventist Health System " de Floride qui comprend 17 hôpitaux.
- Paul Wangai Jr. : directeur médical de New Life Home Trust, directeur de Medicare Wellness Centre, président de l'hôpital des femmes de Nairobi, consultant médical de Shell en Afrique de l'Est, consultant de l'organisation mondiale de la santé et de International Union Against Cancer (l'union internationale contre le cancer).
- Sakena Yacoobi, militante afghane pour les droits des femmes et des enfants